# 삼층석탑 (간송미술관)
삼층석탑(三層石塔)은 대한민국 서울특별시 성북구, 간송미술관에 있는 고려시대 양식의 석탑이다. 1974년 5월 12일 서울특별시 유형문화재 28호로 지정되었다.

## 개요
삼층석탑은 고려시대의 양식을 잘 보여주고 있는 석탑이다. 전체높이 2.2m의 아담한 크기를 갖고 있으며, 간송미술관 정원 입구에 세워져 있다. 
2층 기단부에 3층 탑신부로 구성된 이 석탑에서 제일 먼저 눈에 띄는 것은 바로 기단부이다. 하층 기단은 최근에 만들어 끼운 것이지만, 원래는 고려시대의 탑으로 추정된다. 하대석은 연꽃잎이 아래로 내려온 문양인 복련문을 돋을 새김으로 마련해 놓았는데, 뚜렷하고 힘차게 잘 남아 있다. 하나의 꽃이 두 잎으로 연결되어 있으며, 꽃잎 안에 또 하나의 선을 둘러 두 겹으로 표현하고 있다. 한 면 당 연꽃 세 잎이 놓여 있어, 총 12개의 연잎이 돋을 새김으로 조각되어 있다. 그리고 연잎이 완만한 곡선을 이루고 있기 때문에 일반 하대석처럼 각진 모습은 찾아 볼 수가 없다. 이러한 하대석 상면에는 2단의 괴임 받침이 놓여 있어 그 위에 상층기단이 받쳐지고 있다. 상층기단은 아무런 장식이 없고 다만 양쪽에 기둥모양인 우주만이 표현되어 있다. 상대 갑석은 하대석과 반대로 연꽃잎이 위로 치켜세워진 문양인 앙련문이 돋을 새김으로 새겨져 있다. 한 면 당 커다란 연잎 세 잎이 새겨져 있는데, 다만 하대석의 연잎이 한 잎 당 두 잎씩으로 표현되고 있는 것과는 달리 한 잎에 하나의 연꽃인데 그것이 세겹의 선으로 표현되고 있는 것이 다를 뿐이다. 상대갑석의 아랫면에는 한 단의 낙수홈이 조출되어 있고, 윗면에는 2단의 탑신괴임 받침이 있어 초층 탑신부를 받치고 있다.
탑신부는 옥신과 옥개석이 각각 다른 하나의 돌로 구성되어 있고, 옥신에는 모두 우주가 모각되어 있다. 초층 탑신은 높은 반면, 2층과 3층의 탑신은 폭이 줄어들고 있으나 두 층의 높이는 비슷하여 체감율이 맞지 않는 경향이 있다. 특히 초층과 2·3층을 비교해 볼 때 체감율이 심하여 비례가 원만하게 보이지 않는다. 옥개받침은 모두 3단으로 마련되어 있는데, 탑신에 비해 둔중한 느낌을 주고 있다. 그러나 처마 밑은 수평을 유지하고 있으며, 상면의 옥개석 끝 부분은 반전되고 있어 둔중한 가운데 경쾌한 느낌을 준다. 처마는 짧은 편이다. 옥개석 위에는 1단의 층급 받침이 있어 상층의 옥신을 받치고 있다. 3층의 옥개석 중 반전되는 일부분이 훼손되어 안타까움을 주고 있으나, 전체적으로 아담하면서 날렵한 느낌을 주는 석탑이라 할 수 있다. 
상륜부는 하나의 돌로 구성된 노반과 복발만이 현존하고 있고, 그 이상의 것은 소실된 상태이다.
이 삼층석탑은 탑신의 초층 옥신이 2층과 3층에 비해 지나치게 커 보이고, 옥개받침이 3단인 점 등 양식상의 변화가 일어나고 있는 것으로 보아 고려시대 작품으로 추정할 수 있다. 아울러 이 탑은 보존상태가 우수하고, 조각이 매우 부드럽고 아름다우며, 탑신부의 짜임새가 간결하고 아담하여 고려시대 탑 연구에 귀중한 자료로 평가된다.

## 동산화된 부동산문화재
간송 전형필이 수집한 석조 문화재들로 현재 간송미술관 경내로 이전되어 동 미술관의 야외 전시물로 기능하고 있다.

## 참고자료
- 삼층석탑 - 국가유산청 국가유산포털

 본 문서에는 서울특별시에서 지식공유 프로젝트를 통해 퍼블릭 도메인으로 공개한 저작물을 기초로 작성된 내용이 포함되어 있습니다.